# 马里兰，我的马里兰
马里兰，我的马里兰是美国马里兰州1939年至2021年间所采用的州歌。该歌的旋律取自德国圣诞颂歌圣诞树，歌词则取自詹姆斯·赖德·兰德尔于1861年创作的一首九节诗。马里兰州议会最终于1939年4月29日将马里兰，我的马里兰确立为该州州歌。
这首歌的歌词中提及了马里兰州的历史及地理，并提到了对该州产生了重要影响的几位历史人物。该歌歌词取自创作于南北战争初期的诗，是美利坚联盟国的战歌。此外，这首诗还被誉为美国“最具尚武精神的诗”。
这首诗是1861年巴尔的摩暴动后由美利坚联盟国同情者兰德尔所著，他在诗中将亚伯拉罕·林肯总统称为“暴君”及“破坏者”，并称联邦为“北方人渣”。此外，这首歌还将脱离联邦的弗吉尼亚州称为盟友，并引用了该州格言“Sic semper tyrannis”（这就是暴君的下场）。而来自马里兰州的刺客约翰·威尔克斯·布斯在将林肯刺杀后亦喊出了这句话。由于这首歌不光彩的历史背景，这首歌在被设定为州歌后议会多次尝试对其进行修改，直到2021年3月22日马里兰州参众两院以压倒性优势决定废除这首歌的州歌地位。2021年5月18日，马里兰州州长拉里·霍甘正式签署法案废除了该歌的州歌地位。

## 历史
这首歌源自南北战争初期的历史事件，当时亚伯拉罕·林肯总统（歌词中的“暴君”及“破坏者”）下令让军队开进华盛顿哥伦比亚特区，以保护首都并做好与南方开战的准备。联邦军队在行军时部分队伍会经过巴尔的摩，而当时马里兰州存在很多对南方抱有同情态度的居民，这些人反对调集军队平叛。这一情绪导致1861年4月联邦军路过巴尔的摩时发生了骚乱，很多居民和士兵在此次骚乱中丧生。同年4月29日，马里兰州议会以53票对13票反对脱离联邦，但同时亦投票决定关闭与北方的铁路连接，并要求林肯总统不再向马里兰州增派军队。此时的马里兰州议会可谓如履薄冰，竭力避免该州卷入此次战争。不过就在一个月后来自马里兰州的美国最高法院首席大法官罗杰·B·托尼因军队运输问题起草了当时颇具争议性的《梅里曼单方裁定》。
据报道称，歌词作者兰德尔的朋友弗朗西斯·X·沃德在部队行军骚乱时遇害。兰德尔为土生土长的马里兰州人，当时正在路易斯安纳州波因特库皮堂区的普瓦德拉学院任教。在得知朋友遇害的消息后，兰德尔不能自已，写下了马里兰，我的马里兰这首九节诗，并在诗中恳求马里兰州脱离联邦并加入联盟。根据兰德尔后来的说法，这首歌是他在1861年4月26日的半夜“不由自主地写成的”，当时他无法入眠，精神世界似乎被某种强大力量所占据，在更多感性而非理性的支配下写成了这首诗。
这首歌多次提到了参加过美国独立战争和美墨战争的马里兰州人物，尽管其中很多并不出名。它最初被刊登在新奥尔良的《星期日三角洲报》上，随后被巴尔的摩居民珍妮·卡里改编为歌曲，曲调为圣诞树。由于联邦军在南方的很多行为遭至了民众的愤恨，因此这首歌很快在马里兰州变得流行了起来，甚至还被誉为“南方的马赛曲”。1862年马里兰会战期间，联盟军在进入马里兰州之后甚至还演奏了这首歌。据传，罗伯特·李的军队在开进弗雷德里克后便演奏了这首歌，但随着安蒂特姆战役的失利，联盟军在不久后便退出了马里兰州。
战后，老奥利弗·温德尔·霍姆斯将马里兰，我的马里兰和约翰·布朗之躯进行了比较。在他看来，这两首歌是南北战争初期对立双方各自最为喜欢的歌。他还曾写道，南北战争的每一方都“手里拿着一把剑，嘴里唱着一首歌”。根据霍姆斯的说法，这两首歌也表明了各自的受众：“一首是赞美诗，带有幽灵般的意象和类似国歌的题词。另一首是抒情诗，主要诉诸带有地域色彩的自豪感和热情。”

## 废止
马里兰州议会于1974年、1980年、1984年、2001年、2002年、2009年、2016年、2018年和2019年多次试图修改这首州歌，但均未成功。2015年7月，马里兰州众议院卫生和政府运营委员会主席彼得·哈门议员要求马里兰州档案馆成立一个顾问小组来对这首歌进行审查。该小组于同年12月发布报告建议废除这首歌，但同时也给出了替代方案。顾问小组认为，新的州歌应该歌颂马里兰州及其公民，且需要具有历史性和独特性，并且不能对个别群体造成冒犯。此外，审核小组还认为新的州歌应当具有易于流行、简短且可唱的特点。
马里兰州参议院于2016年通过法案，要求仅保留该歌第三节，并将其加入约翰·怀特于1894年所同名著诗词的部分内容。尽管参议院议长小托马斯·V·米勒之前曾反对修改州歌，但他却对此次提出的修改方案表示了支持。不过由于众议院卫生和政府运营委员会的阻挠，此提案未在众议院获得表决。
2017年8月28日，马里兰大学军乐队宣布不再演奏这首歌，除非这首歌通过学校的价值观审查。
2018年3月16日，马里兰州参议院通过修正法案废除马里兰，我的马里兰的州歌地位。然而，众议院卫生和政府运营委员会再度做出了对其不利的回应。
2020年，州众议院在年度会议上提出法案，要求任命顾问小组对民众提交的新州歌进行审查。不过由于COVID-19疫情导致会议提前休会，这一法案最终未能实行。直到2021年3月29日，马里兰州议会才正式通过了废除州歌的法案。随后拉里·霍甘州长于2021年5月18日正式签署法案废止了这首歌的州歌地位，目前马里兰州没有州歌。